# Paul Roland

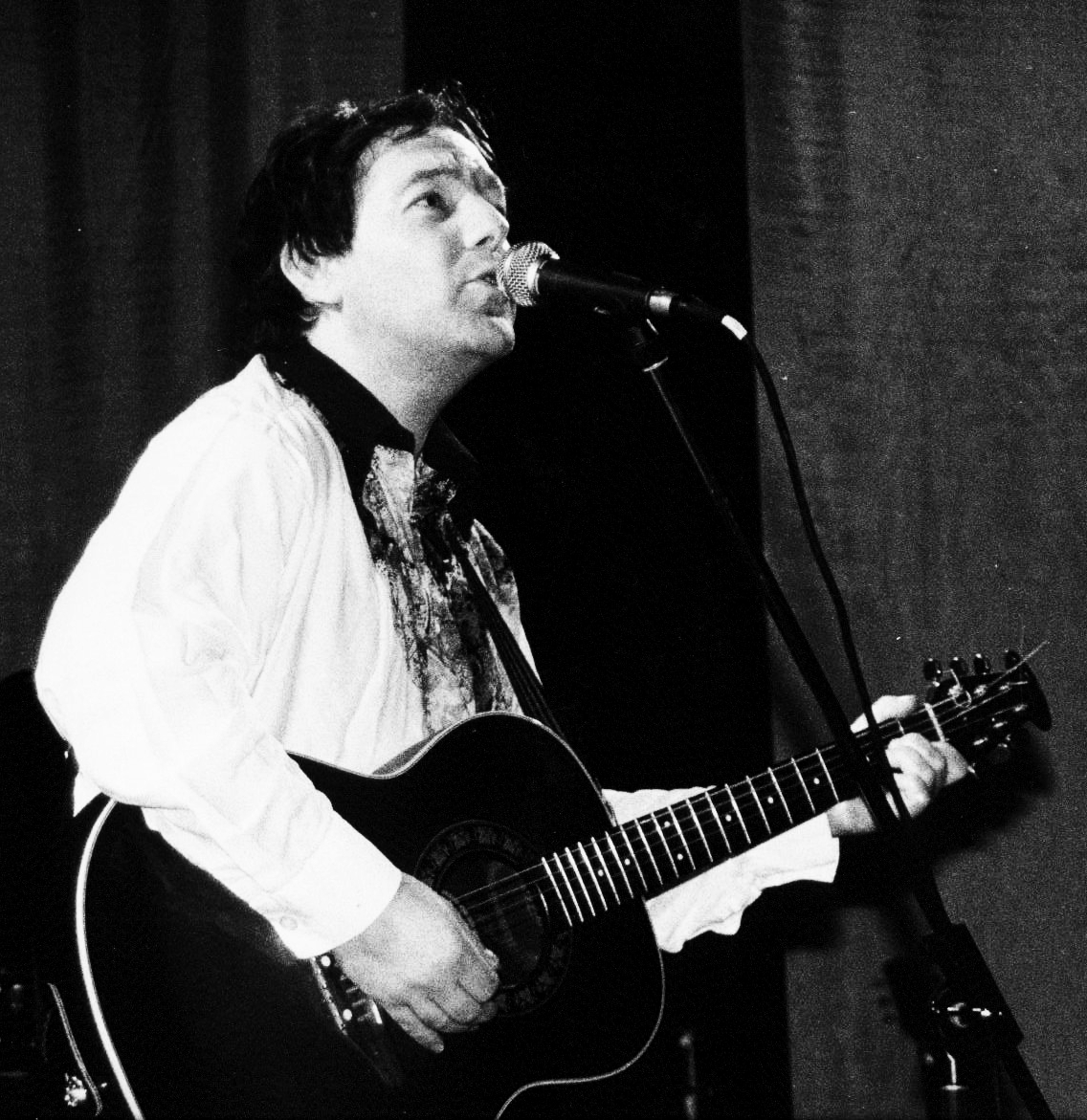
Paul Roland 1995

Paul Roland (* 6. September 1959 in Canterbury, England) ist ein britischer Musiker, Schriftsteller und Journalist.

## Biografie

### Kindheit und Jugend (1959–1979)
Paul Roland stammt aus einer Künstlerfamilie (Vater Schriftsteller, Mutter Schauspielerin), die früh künstlerische Neigungen in ihm förderten. Beide Elternteile stammen von Einwanderern aus Russland, Lettland und der Ukraine ab.
Durch seinen Vater wurde er mit zahlreichen Klassikern der fantastischen Literatur vertraut gemacht. Darüber hinaus wurde seine Begeisterung für das Übernatürliche durch mehrere Außerkörperliche Erfahrungen in der Kindheit verstärkt, die bei seinen mit östlichem Mystizismus und Meditation vertrauten Eltern durchaus auf Verständnis stießen.
Er entdeckte früh seine Liebe zur Musik: erste Kompositionen stammen aus dem Jahr 1974, und mit 19 Jahren veröffentlichte er seine erste LP. Der erste Gedanke, Rockmusiker zu werden und damit dem als unerwünscht empfundenen Weg von Schule, College und Beruf zu entkommen, kam ihm durch den aus Rockmusik bestehenden Soundtrack des Films That’ll be the day (dt.: Trau keinem über 18) von Neil Aspinall (dem Roadmanager der Beatles), Will Malone und Keith Moon (von The Who). Nach seinem Schulabschluss im Jahr 1978 begann er jedoch zunächst eine Ausbildung in einem Büro in London, die er aber bald abbrach. Bei einem Job in einem Zeitschriftenladen lernte er John Willians kennen, Musiker und wie er Marc-Bolan-Fan. Die beiden beschlossen, nicht auf die Entdeckung durch ein Major-Label zu warten, sondern in Eigenregie eine Single einzuspielen.

### Erste Karriere und Rückzug (1979–1997)
Am 7. Juli 1979 nahmen Roland, John Willians und Simon Ballestrini unter dem Bandnamen Weird Strings in den Oakwood Studios, einem kleinen 8-Spur-Studio in Herne Bay, die 7″-Single Oscar Automobile auf. Die Auflage von 1000 Exemplaren wurde vollständig verkauft und ermöglichte ihnen weitere Aufnahmen zu finanzieren.
Es folgte die Gründung der Band Midnight Rags und die Veröffentlichung der ersten LP. Zwar bewertete Roland diesen Schritt später als übereilt, dennoch fand die Veröffentlichung gute Kritiken. So spielte z. B. der britische Radio-DJ John Peel zwei Stücke des Albums wie auch die Single Public Enemy in seiner Show. Im Dezember 1980 fand der erste Auftritt der Band am Canterbury Technical College statt. Zur Besetzung gehörten neben Paul Roland selber lediglich John Daniels (Gitarre) und Brian Gould (Keyboards).
Nach der Veröffentlichung einer Single unter dem Pseudonym „Beau Brummel“ spielt Roland seit 1982 unter eigenem Namen. Nach diversen Maxis und Singles erschien 1985 das erste reguläre Album Burnt Orchids.
Unter dem Management von David Enthoven und June Bolan (der Witwe von Marc Bolan) wurde er zu Anfang der 1980er Jahre eher von Plattenaufnahmen abgehalten und zunächst zum Film- und Musikjournalisten aufgebaut, wobei er z. B. für die Magazine Kerrang, Sounds und Record Mirror tätig war. Während seiner Tätigkeit für diese Magazine interviewte er zahlreiche bekannte Musiker, darunter Tony Iommi (Black Sabbath), Mark E. Smith (The Fall), Sting, Nico und Lemmy (Motörhead).
Erfolge stellten sich eher außerhalb Großbritanniens ein, vor allem in Deutschland, Italien und Griechenland. 1987 bot ihm Marian Gold von Alphaville an, die Aufnahme eines Albums komplett zu finanzieren, wenn er die Veröffentlichungsrechte bekäme. Darauf ließ sich Roland jedoch nicht ein, so dass es auf diesem Wege nur zur Veröffentlichung der Single Berlin kam. Insbesondere das Album Danse Macabre schaffte es in die Favoritenlisten vieler europäischer Indie-Rock-Magazine in Deutschland, Dänemark, Norwegen und Belgien. In Großbritannien war es fast ausschließlich das Magazin Bucketfull of Brains, dass regelmäßig über Roland berichtete.
1993 heiratete Paul Roland. Aus der Ehe gingen zwei Söhne hervor. Durch den Umzug nach Cheltenham verlor er darüber hinaus teilweise den Kontakt zu musikalischen Weggefährten. Mit Sarabande spielte er sein erstes Album ohne Chris Randall ein, der bislang für alle musikalischen Arrangements verantwortlich war.
1997 beendete er seine musikalische Karriere, nachdem mehrere mit ihm zusammen arbeitende Plattenfirmen Konkurs anmeldeten und für ihn keine Möglichkeit bestand, den Kontakt zum Publikum aufrechtzuerhalten. Hinzu kam der ausbleibende Erfolg in seiner Heimat Großbritannien und den USA, wo er faktisch gar nicht wahrgenommen wurde. In späteren Interviews sprach er ferner von dem Gefühl zu alt für einen Independent Musiker geworden zu sein. Der wachsende, auch finanzielle Erfolg als Buchautor dürfte genauso eine Rolle gespielt haben, wie die Notwendigkeit nach der Familiengründung ein geregeltes Einkommen zu beziehen, dass sich durch freiberufliche, journalistische Tätigkeiten weitaus besser verdienen ließ.

### Comeback und zweite Karriere (ab 2002)
In den folgenden Jahren erschienen diverse Bücher. Ein ursprünglich als einmaliger Auftritt geplantes Konzert im September 2002 auf der Burg Rabenstein in Brandenburg beim Festival Herbstnächte IV führte dazu, dass er seine musikalische Karriere wieder aufnahm. Mit den nun folgenden Alben versuchte er einen Neubeginn, wobei er anstrebte, die von ihm so empfundene „unkritische und bequeme Selbstzufriedenheit“ der Vergangenheit zu vermeiden. Er redete mehrmals von seiner „zweiten Karriere“ oder der „zweiten Hälfte seiner Karriere“. Tatsächlich klingen die Kompositionen und besonders die Arrangements der Stücke seit Pavane professioneller, routinierter und weniger verspielt als auf den älteren Alben.
Im Jahre 2004 rief Roland sein früheres eigenes Plattenlabel Gaslight Records für die Veröffentlichung von Pavane wieder ins Leben, um alte, inzwischen vom Markt verschwundene Werke wieder herauszugeben und neue Platten auf den Markt zu bringen.
Parallel dazu nahm sein Erfolg als Autor von Sachbüchern und Romanen zu. Er ist ebenfalls als Lehrer in Selbsterfahrungs-, Meditations- und Kabbalakursen tätig (vgl. Abschnitt Bücher).
Roland verließ Großbritannien 2006 und zog für vier Jahre nach Karlsruhe.
Im Jahr 2013, wirkte auf dem Album Bates Motel erstmals Rolands jüngerer Sohn Joshua als Bassist mit. Seitdem tritt er regelmäßig bei Tourneen und Aufnahmen in Erscheinung.

## Musik
Paul Roland hat einen sehr eigenwilligen und unverkennbaren musikalischen Stil entwickelt in dem zahlreiche Richtungen vereint sind. Der prägendste Einfluss ist wohl im Psychedelic Rock der 1960er Jahre und dem Glam Rock der 1970er Jahre zu finden, insbesondere in seinen Vorbildern Marc Bolan (den er mehrfach als seine einzige wirkliche Inspiration bezeichnet) und Syd Barrett. Auch ältere musikalische Stile wie Folk, Jazz, Blues und klassischer 50er-Jahre-Rock’N’Roll fließen in seine Musik genauso ein wie als einzig erkennbare „moderne“ Richtungen Hard Rock und Heavy Metal.
Besonderes Markenzeichen vieler Stücke ist der Anteil barocker Kammer- und Orchestermusik, viele Songs haben neben oder anstelle der typischen Rock-Instrumentierung noch Streicher- und Bläserensembles in ihrem Arrangement. Zu seinen Vorbildern rechnet Roland auch Georg Friedrich Händel und den Filmmusik-Komponisten Michael Nyman, den er mehrmals als seinen Lieblingskomponisten bezeichnete.
Oft bestimmen die Texte der Alben den vorherrschenden Stil. So klingen frühe Alben mit historischen Themen oft barock, das von Kampf- und Kriegsthemen beherrschte Album Duel dagegen eher martialisch und rockig, orientalische Themen (Cairo) werden wie fernöstliche (In The Opium Den) oder karibische (White Zombie) mit entsprechenden Instrumenten arrangiert.
Da Paul Roland alle seine Alben auf kleinen Independent-Labels veröffentlichte, blieb der große Erfolg als Musiker stets aus. 1987 wurde Danse Macabre vom deutschen Radiosender WDR in der täglichen Sendung Flip Zeit zum Album des Monats gekürt, ohne dass der weitere Verlauf seiner Karriere durch die Redaktion verfolgt worden ist. Größeren Erfolg erzielte Roland vor allem in der Dark-Wave-Szene der 1990er Jahre.
Im Laufe seiner Karriere arbeitete er mit verschiedenen prominenten Gastmusikern zusammen, wie z. B.: Folksänger Robyn Hitchcock (auf The Werewolf Of London), Nick Saloman von The Bevis Frond (auf Roaring Boys, Strychnine und Sarabande), Sterling Morrison von The Velvet Underground (auf Danse Macabre), Knox von The Vibrators (auf Burnt Orchids und der EP Hot George), Andy Ellison von Marc Bolans erster Band John’s Children (auf den Singles Hot George und Dr. Strange), dem britischen Psychedelic-Musiker Nick Nicely (auf A Cabinet Of Curiosities), Derek Hefferman, dem Tour Gitarrist der Virgin Prunes in den frühen 80ern (auf Duel und Live in Italy), Joachim „Jojo“ Brandt von The Convent (auf Live in Germany 1995; Paul Roland war Supporter für die Band, deren Gitarrist Brandt wiederum nun Roland bei dessen Vorauftritt aushalf), Joran Elane, Markus Skroch und Nico Steckelberg von Elane (auf Pavane und Nevermore), Jim Leverton und Geoffrey Richardson von Caravan (auf Re-Animator), Ralf Jesek von In My Rosary (auf Nevermore) und Allan Jenkins von The Deep Freeze Mice (auf Bitter and Twisted).
2017 erschien das Tributealbum Alice's Curiosities – A Tribute to Paul Roland.
Er wurde auch mehrmals für andere Musiker tätig. Zum einen produzierte er im Jahre 1989 das Album Reds der italienischen Band The Gang. Ferner komponierte er ein Stück für die geplante Reunions-CD der Band John’s Children, das aber dann nicht dort, sondern unter dem Titel Aleister Crowley auf seinem eigenen Album Gargoyles erschien. Er tritt als Gastmusiker auf verschiedenen Alben, wie etwa Retro von In My Rosary oder Plutonium Express von Knox auf.
2020 erschien Rolands Album "Lair of the White Worm" beim italienischen Musiklabel Dark Companion. Darauf enthalten sind vier orchestrale "Interludes" (Zwischenspiele), die nicht von Paul Roland selbst, sondern von Nico Steckelberg speziell für dieses Album komponiert und arrangiert wurden.

### Texte
Ein besonderer Aspekt der Musik sind nicht zuletzt dank seiner parallelen Betätigung als Schriftsteller die sehr markanten Texte. Es handelt sich dabei zumeist um komprimierte Geschichten, die in lyrischer Form präsentiert werden. Inhaltlich drehen sich die meisten um oft in der Vergangenheit lebende Exzentriker, Visionäre und leicht unheimliche Zeitgenossen, die nicht selten klischeehaft überzeichnet dargestellt werden. Dabei sind literarische Einflüsse von Charles Dickens, Edgar Allan Poe, aber auch Gothic Novels und Horrorcomics erkennbar. Stets wiederkehrendes Thema ist ein Außenseiter, der einer ihm (meist durch sich selbst) gestellten Aufgabe fanatisch folgt und tragische Folgen für sich und seine Umwelt in Kauf nimmt. Oft werden auch geschichtliche Ereignisse und Orte beschrieben wie das Berlin der Goldenen Zwanziger, Kairo zur Jahrhundertwende (des 19./20. Jahrhunderts), das vorrevolutionäre Moskau oder historischen Schlachten. Dabei kommt es weniger zu exakten Schilderungen, sondern eher zu klischeehaften Überzeichnungen und Stimmungsbildern.
Eine Beschäftigung mit zeitgenössischen Themen oder politische Texte lehnt er ausdrücklich ab.
Als Beispiele seien folgende Figuren exemplarisch genannt: ein Giftmörder des 19. Jahrhunderts (The Crimes of Dr. Cream), ein Opiumsüchtiger (In The Opium Den), ein Missionar beim Bekehrungsversuch eines Kannibalenstammes (The Curate Of Cheltenham), ein Visionär der lange vor den Gebrüdern Wright eine Flugmaschine baut (Wyndham Hill), Piraten (Captain Blood), eine viktorianische Femme fatale (Cousin Emilia).

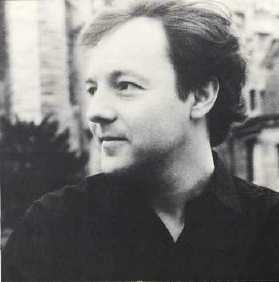
„Ein organisiert anachronistischer, rührender Dichter.“ (Diedrich Diederichsen über Roland in Spex 7/87)

## Bücher

### Dichtung
In den 1980er Jahren schrieb Paul Roland Kurzgeschichten, die jedoch nur in Eigenarbeit vertrieben und gelegentlich auf Musik-Alben der damaligen Zeit beworben wurden. Bereits zuvor schrieb er laut Eigenaussage Gedichte und Geschichten, die aber nicht veröffentlicht worden sind.
Es folgten verschiedene Fantasy-Romane (The Guru of Greenwich Village, The Magician Of Grimm). Sein Stil ist geprägt von Klassikern der Schauerromane und Mystery-Literatur wie Edgar Allan Poe, H. G. Wells, Arthur Machen und Montague Rhodes James.

### Sachbücher
Seit 1995 tritt er als Autor von Sachbüchern auf, meist über die Themen Musik, Esoterik, Kabbala, Meditation und Lebenshilfe. Daneben ist er als Meditationslehrer tätig und hatte laut eigener Angabe mehrere Auftritte in diversen britischen Radio- und TV-Sendungen. In seinen theoretischen Esoterik Büchern unternimmt er den Versuch populäre, sogenannte New Age Themen wie etwa die Prophezeiungen von Celestine oder Findhorn kritisch zu beurteilen und in einen historischen Zusammenhang mit klassischen Lehren wie Neuplatonismus, Gnosis oder Theosophie zu stellen. Daneben gibt es mehr praxisorientierte Werke, die sich meist verschiedenen Aspekten der Ausübung von Meditation widmen. Seine erfolgreichsten Bücher sind Entspannung durch Meditation und Kabbala Karten. Später folgten Arbeiten über berühmte Verbrechen und Forensik.

## Trivia
- Auf die Aufforderung eines Reporters des argentinischen Nucleus Magazines sich für Leser zu beschreiben die ihn noch nicht kennen, antwortete er: „Ich wurde gelegentlich Englands ‚Psych-Pop-Guru’ genannt und ‚die männliche Kate Bush’ von meinem Label Kollegen Robyn Hitchcock. Die Wahrheit liegt irgendwo dazwischen. Meine Musik ist sicherlich im Kern englisch und wurzelt in den psychedelischen 60er und frühen 70er Jahren, obwohl ich viele klassische Instrumente benutze um die Viktorianische und Edwardianische Landhaus-Garten-Party-Atmosphäre zu beschwören die zu meinen Texten passt, welche zumeist übersinnliche oder historische Themen haben. Stellen Sie sich den frühen Marc Bolan mit ein wenig Syd Barrett und Colin Blunstone plus The Left Banke vor, und Sie haben mich.“

- Im griechischen Acropolis Magazin berichtete er folgende Anekdote: „Eine kurze aber wichtige Erfahrung war es, in Wembley 1982 Backstage auf Ozzy Osbourne zu treffen, den ich nach einem Rat fragte wie man im Musik Business Erfolg haben kann. Seine Antwort war: ‚Halt dich von den Sch**ß Plattenfirmen fern‘. Damit hatte er recht.“

- Trotz seiner literarischen Ambitionen bezeichnet sich Roland nicht als großen Leser. Die einzige Ausnahme war eine Zeit, als er ungefähr 30 Jahre alt war. Nach der Trennung von einer Freundin die Literatur studierte, las er als eine Art intellektueller Rache innerhalb eines Jahres etwa 100 Bücher.[21]

- Seine Arbeitsweise beim Komponieren beschreibt er so: „Ich weiß nicht, wie andere Autoren arbeiten, aber ich habe immer eher Fragmente als ganze Songs geschrieben. (...) Erst nachdem ich zehn oder mehr Einzelteile (Verse, Refrains oder Mittelstücke) zusammen getragen habe, schaue ich mir an, was ich habe und versuche, die Fragmente zu verbinden. Wenn das Skelett eines Stückes steht, schreibe ich die fehlenden Passagen (üblicherweise der Mittelteil) und am Ende den Text (nachdem ich zuvor Nonsens-Verse benutzt habe, um die Melodie zu bekommen).“[22]

- Er nennt immer wieder sehr unterschiedliche Einflüsse auf seine Musik, so z. B. auch Metallica, Rammstein oder den frühen Rod Stewart.[23]

- 1986 interviewte er den Horror-Film-Star (und Idol seiner Jugend) Peter Cushing für ein Film-Magazin.[24]

- Den Bratschenspieler Piers Mortimer, der ihn auf vielen der frühen Platten begleitete, lernte er über eine Suchanzeige in einem Musiker-Fachmagazin kennen.[25] Später sagte er einmal, dass er eigentlich viel lieber eine Violine statt eine so für seine Stücke typisch gewordene Bratsche gehabt hätte.

- Er hat keinerlei musikalische Ausbildung genossen.[26]

- In seiner Jugend schrieb er eine Marc-Bolan-Biografie, von der er sich später distanzierte und die in keiner Auflistung seiner Bücher mehr auftaucht.[27] Später schrieb er 2008, 2012 und 2017 drei weitere Biografien über Bolan.

- Anfang der 1980er Jahre gründete er ein Plattenlabel namens Moonlight, das keine eigenen Platten, sondern lediglich andere Musiker veröffentlichte. Zugunsten der eigenen Karriere wurde der Betrieb aber bald darauf eingestellt.

- Die Single Sword & Sorcery ist auf dem Constrictor-Label erschienen, welches von dem deutschen Musiker Phillip Boa gegründet wurde.

- Das Vorbild für Cousin Emilia auf Happy Families war die exzentrische britische Schmetterlingsjägerin und Weltreisende Margaret Fountaine (1862–1940).[28]

- Auch die Songs „Animal Crackers“ und „Menagerie“ die einen Mann beschreiben, der jede Art von Tieren als Nahrung betrachtet, hatten ein historisches Vorbild: den britischen Chirurgen und späteren Fischerei Beauftragten unter Königin Victoria Frank Buckland (1826–1880), der jedoch das Verspeisen aller Arten von Tierfleisch (von Ohrenkneifer bis Elefantenrüssel) als einen Bestandteil naturwissenschaftlicher Forschung ansah die er als Hobby betrieb.[29]

- In einem im Januar 2008 geführten Interview mit dem deutschen Online-Magazin NonPop bezeichnete er sich selbst als „Edgar Allan Poe der Rockmusik“.

## Werke

### Diskografie (Auswahl)
Aufgrund zahlreicher oft überarbeiteter Neuauflagen und länderspezifischer Sonderausgaben ist die vollständige Diskografie sehr umfangreich. Hier sind nur die Alben in ihren ursprünglichen Versionen, nennenswerte Variationen und ausgewählte Singles und EPs aufgelistet. Insbesondere wird auf die Erwähnung von Single-Auskopplungen bzw. Varianten von Alben verzichtet die kein neues Material enthalten. Ab 2007 begann eine Wiederveröffentlichung alter Werke als sogenannte reissue series durch Rolands neue Plattenfirma Syborgmusic und parallel dazu die Veröffentlichung von Raritäten durch den Fan-Club PRAS. Dabei werden viele der Stücke überarbeitet, von leichten Klangverbesserungen über zusätzliche Tonspuren bis teilweise ganz neuen Versionen. In den Booklets finden sich autobiografische Texte aus der jeweiligen Periode.
- (als Weird Strings) Oscar Automobile (7", 1979)
- (als Midnight Rags) Public Enemy (7", 1979)
- (als Midnight Rags) The Werewolf Of London (auf selbst gegründetem Label Ace Records; LP, 1980)
- (als Midnight Rags) The Werewolf Of London (Neuveröffentlichung von Armageddon Records mit neuen Stücken und Remixen; LP, 1981)
- (als Beau Brummel) Hot George (7", 1982)
- Dr. Strange (7", 1982)
- Blades Of Battenburg (12", 1983)
- Burnt Orchids (LP, 1985)
- Death Or Glory (12", 1986)
- House Of Dark Shadows (Compilation früherer Singles und EPs; CD/LP/MC, 1986)
- Gabrielle (12", 1987)
- Danse Macabre (CD/LP, 1987)
- A Cabinet Of Curiosities (CD/LP, 1987)
- Sword & Sorcery (7", 1987)
- Happy Families (CD/LP, 1988)
- Duel (CD/LP, 1989, Wiederveröffentlichung für den griechischen Markt mit Bonustracks; CD, 2002)
- Acoustic Radio Sessions 1986–88 (LP, 1989)
- Live In Italy (in Zusammenarbeit mit dem Bucketfull of Brains-Magazin veröffentlichter, autorisierter Bootleg; CD/LP, 1990)
- The Haunted Pages (7"+Buch, 1990)
- Masque (CD/LP, 1990)
- Roaring Boys (CD/LP, 1991)
- Strychnine (CD, 1992)
- Sarabande (CD, 1994)
- Waxworks (Best Of und Radio Sessions; CD, 1995)
- Live In Germany (CD, 1995); Diese Album wurde Jojo Brandt (The Convent) gewidmet, Roland hatte die Band unterstützt und Band-Gitarrist Brandt spielte in dessen Vorprogramm mit.
- Gargoyles (CD, 1997)
- Gaslight Tales (Best Of Paul Roland; CD, 2003)
- Pavane (CD/LP, 2004)
- Strychnine ...And Other Potent Poisons (+11 Bonusstücke; CD/LP, 2005)
- Re-Animator (CD/LP, 2006; deutsche Version von 2007 mit Bonusstücken)
- The Werewolf Of London Reissue Series (PRAS, mit unveröffentlichtem Material; CD, 2007)
- Nevermore (CD, 2008)
- Demos (PRAS, DCD, 2009; enthält auch einen Soundtrack zum Stummfilm Häxan von Paul Roland)
- In Memoriam (Best Of CD, 2010)
- Grimm (CD, 2011)
- Bates Motel (CD/LP, 2013)
- Hexen (CD/LP, 2013)
- Professor Moriarty's Jukebox (CD, 2014)
- Bitter and Twisted (CD, 2015)
- White Zombie (CD, 2016)
- Voodoo Chants (PRAS, CD, 2017)
- 1313 Mocking Bird Lane (CD, 2019)
- Lair of the White Worm (2020)

### Videos
- Live in Germany 1995 (VHS, 1995)
- Live in Piacenza March 2014 (DVD, 2015)

### Bibliografie
- Electric Warrior (Omnibus Press, 1982)
- The Curious Case Of Richard Fielding (Eigenvertrieb) (ca. 1986)
- Revelations: Wisdom of the Ages (deutsch: Geheimes Wissen aus allen Kulturen) (1995)
- Prophecies and Predictions (1996)
- Millennium Prophecies (deutsch: Die größten Prophezeiungen, alternativer Titel: Prophezeiungen zur Jahrtausendwende[30]) (1997)
- Complete Guide to Dreams (1997)
- Angels – A Piaktus Guide (1999)
- Kabbalah – A Piaktus Guide (1999)
- Teach Yourself ... Rock & Pop (1999)
- Jazz Singers (1999)
- New Age Living (2000)
- Investigating The Unexplained (2000)
- How to Meditate (deutsch: Entspannung durch Meditation) (2000)
- Chrysalis Guide to Rock & Pop (2001)
- Meditation (2002)
- Meditation Solutions (2002)
- How Psychic Are You? (2002)
- The Guru of Greenwich Village (o. J., ca. 2003)
- The Magician Of Grimm (2003 im A Cabinet of Curiosities-Magazin veröffentlicht)
- Kabbalah Cards (deutsch: Kabbala Karten) (2003)
- Explore Your Past Lives (2004)
- Contact Your Guardian Angel (2005)
- The Complete Kabbalah Course (2005)
- Understanding Dreams (2005)
- Crime Scenes (2006)
- I Remember Dying (2006)
- The Crimes of Jack The Ripper (2007)
- The Complete Book of Ghosts (deutsch: Geister) (2007)
- Guitar Chords: All the chords you’ll need…and more (2007)
- Nazis and the Occult (2007)
- Bolan Boogie (2008) ISBN 978-0-85965-411-1
- In The Minds Of Murderers (2008)
- Reincarnation (2008)
- Hauntings (2008)
- Illustrated History of the Nazis (2009)
- Cosmic Dancer – the Life and Times of Marc Bolan (2012) ISBN 978-0-9566834-0-3
- The Curious Case of H. P. Lovecraft (2014) ISBN 978-0-85965-517-0
- Metal Guru: The Life And Music Of Marc Bolan (2017) ISBN 978-0-9571717-7-0
- Nazi Women of the Third Reich (2018) ISBN 978-1-78828-082-2
- Life Under Nazi Occupation: The Struggle to Survive During World War II (2020) ISBN 978-1-83857-638-7